# Centro de Rescate La Marina
El Centro de Rescate para vida silvestre La Marina (en inglés: La Marina Wildlife Rescue Center), o Zoológico La Marina, es un centro de rescate animal localizado 8.5 km nordeste de Ciudad Quesada, entre Palmera y Aguas Zarcas, en el Cantón de San Carlos, Provincia de Alajuela, Costa Rica.  El centro está dedicado a la rehabilitación de animales maltratados, heridos, huérfanos, y/o confiscados. Una vez los animales llegan a quedar plenamente rehabilitados,  son reintroducidos a sus hábitats naturales en áreas protegidas dentro de Costa Rica, principalmente en el Parque Nacional Juan Castro Blanco al sur del centro.